# Festa de São Benedito (Aparecida)
A Festa de São Benedito, é um uma festa cultural católica realizada em Aparecida, no interior do estado de São Paulo. É considerada a maior manifestação religiosa, cultural e folclórica do Estado de São Paulo, devido à grande complexidade e inúmeras atividades realizadas. A duração das Festividade é de nove dias, período em que a cidade acolhe aproximadamente trezentas mil pessoas entre turistas, religiosos, "congadeiros" e pessoas de todo o Brasil, que vêm a Aparecida prestigiar o evento e renovar a fé no Glorioso Santo.A data oficial do Santo dos Negros e da Nutrição é celebrada no dia 5 de outubro, mas o contexto histórico traz homenagens a São Benedito sempre na segunda-feira após a Páscoa.

## O Santo

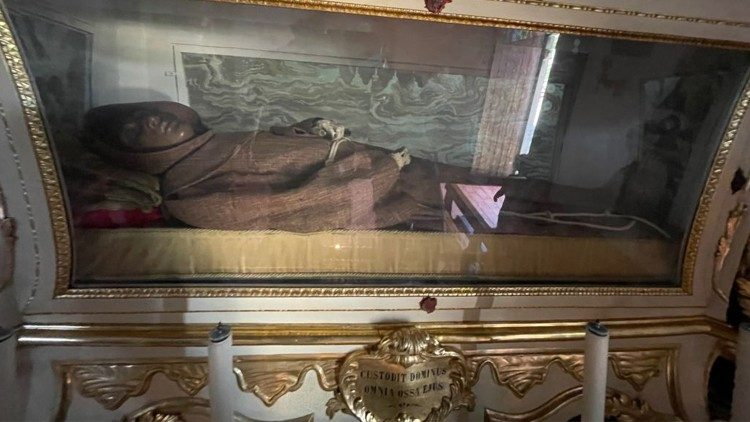
Corpo de São Benedito

Aos 18 anos de idade, decidiu servir à vocação religiosa, e aos 21, um monge dos irmãos eremitas de São Francisco de Assis chamou-o para viver entre eles. Então, o jovem garoto aceitou fazendo votos de pobreza, obediência e castidade. 
Caminhava descalço pelas ruas e dormia no chão sem cobertas. Sendo muito procurado pelo povo, que desejava ouvir conselhos sobre coisas da vida e pedir-lhe orações.
Cumprindo seu voto de obediência, depois de 17 anos entre os eremitas, foi designado para ser cozinheiro no Convento dos Capuchinhos. Sua cristandade, piedade, sabedoria e santidade levaram seus irmãos de comunidade a elegê-lo Superior do Mosteiro, apesar de analfabeto. Seus companheiros o consideravam iluminado pelo Espírito Santo, pois fazia muitas profecias. Ao terminar o tempo determinado como Superior, reassumiu as atividades na cozinha do convento.
Benedito morreu aos 65 anos, no dia 4 de abril de 1589, em Palermo (Itália). Na porta de sua cela, no Convento de Santa Maria de Jesus de Palermo, encontra-se uma placa com a inscrição em italiano indicando que era a Cela de São Benedito e, embaixo, as datas 1524-1589, indicando o nascimento e falecimento. Alguns autores indicam 1526 como o ano de seu nascimento, mas os Frades do Convento de Santa Maria de Jesus consideram que a data certa é 1524
No 24 de maio de 1807, O Santo foi canonizado pelo papa Pio VII, passando então a ser São Benedito.

## História
Os negros africanos começaram a cultuar Nossa Senhora do Rosário, conhecida como Nossa Senhora dos Homens Negros (devido à semelhança entre o rosário e o fio de contas usado nas religiões de matriz africana). A devoção a ela foi trazida para o Brasil e, posteriormente, associada á São Benedito (santo negro e descendente de escravos). Por isso as congadas trazem as suas bandeiras (estandartes) com referência aos dois santos.
O Glorioso São Benedito é um dos santos mais populares no país. Adorado pelos escravos, que se identificavam com a cor da sua pele e sua origem africana. Passou a ser amado por boa parte do povo brasileiro por conta da sua humildade e caridade, tendo sido escolhido como padroeiro por várias paróquias e capelas. Benedito, que significa bendito ou abençoado, seguiu a profissão de seus pais lavradores descendentes de escravos, tendo uma inabalável fé na dedicação aos pobres. A criança nos seus braços é um menino que estava numa carroça, tombou e faleceu. O santo ressuscitou-o, sendo este um dos seus milagres. Também se relata a multiplicação de alimentos por ele realizada.

## Em Aparecida

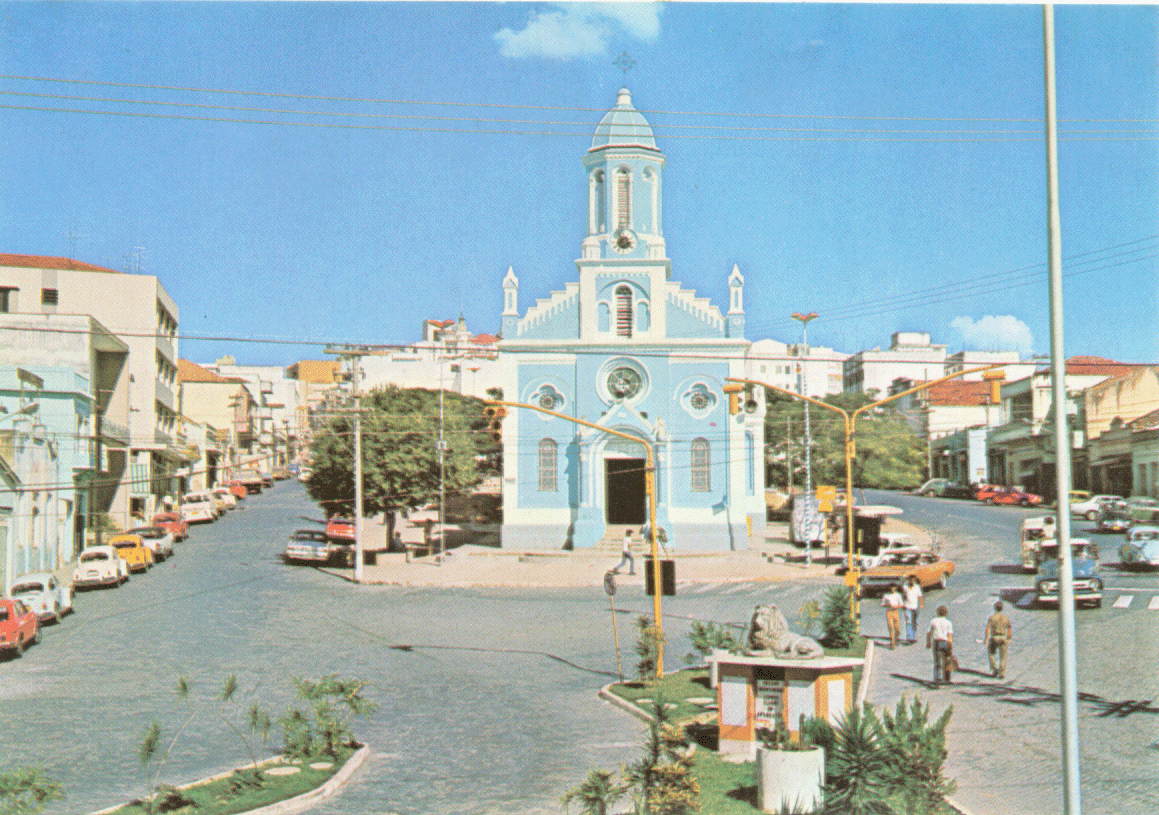
Igreja de São Benedito, localizada em Aparecida/SP em meados de 1970

Começou a ser comemorada em Aparecida com a fundação da Irmandade de São Benedito, em 1909. Isso deu início à tradição da escolha de um rei e uma rainha (os festeiros), coroados a cada ano, e das comissões de pessoas voluntárias, que trabalham e se dedicam integralmente na estruturação e desenvolvimento das festividades.
Atraindo romeiros, moradores de cidades vizinhas, grupos de danças, e notáveis da cidade. A festa é considerada a maior manifestação religiosa, cultural e folclórica do Estado de São Paulo.

### As Congadas e Moçambiques
A congada é uma expressão cultural e religiosa que envolve o canto, a dança, o teatro e as espiritualidades cristãs e africanas. Nesta festa, louvam Nossa Senhora do Rosário, São Benedito e Santa Efigênia, lembrando da proteção que esses santos deram aos escravos negros. Também se caracterizam pela mistura das festas trazidas pelo negro escravizado com a religiosidade cristã praticada na colônia, no entanto, suas remontam à própria África quando os súditos faziam o cortejo e procissões aos reis congos, a fim de agradecer aos seus governantes.

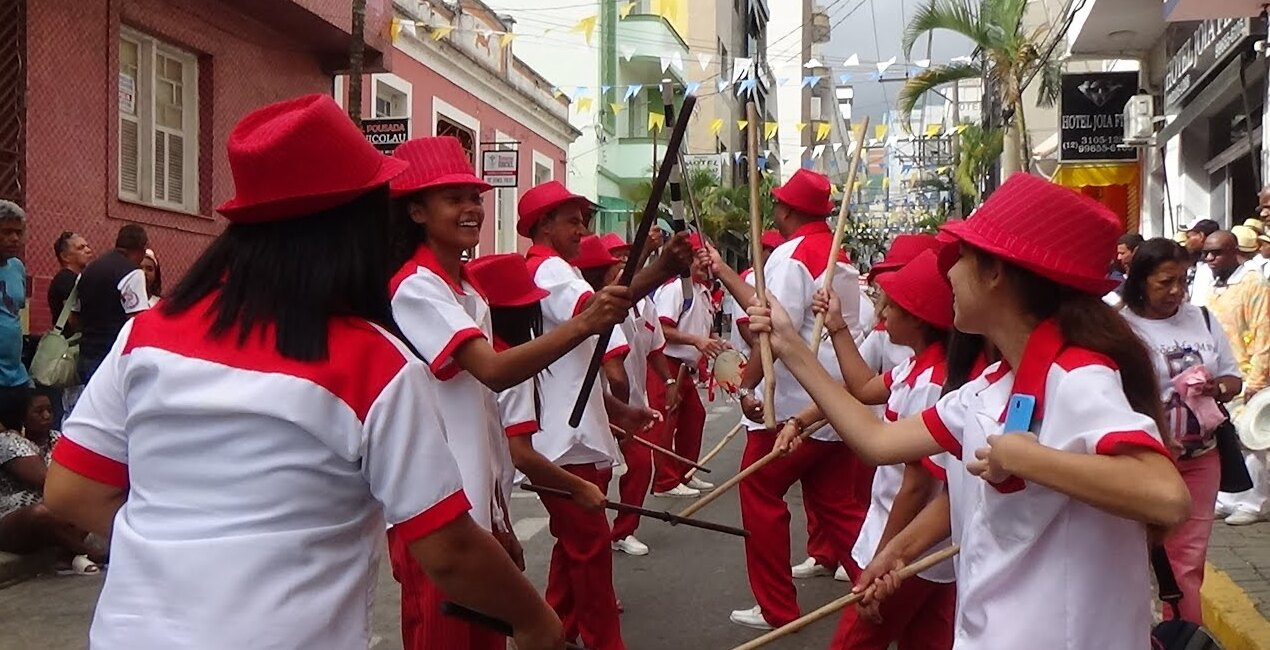
Grupo de Moçambiques

O Moçambique é uma dança de origem africana, com versos em louvor a São Benedito e Nossa Senhora do Rosário. É constituído por 12 pares de dançarinos, o mestre, contramestre, o rei, rainha, general, capitão, as damas e o grupo de tocadores. Na Festa, os moçambiques dramatizam a luta entre mouros e cristãos.

### A Cavalaria
É uma tradição presente na Festa de São Benedito. A presença da Cavalaria na festa identifica-a como uma festa de cunho rural, de realização urbana, tornando-a relíquia do Brasil Colonial e Patrimônio Histórico, cultural e Religioso da cidade.

### Os Bonecos
Um dos destaques da Festa de São Benedito em Aparecida, principalmente para as crianças, são os bonecos Maria Angu e João Paulino. Semelhantes aos bonecos de Olinda, eles foram trazidos de São Luiz do Paraitinga para Aparecida no ano de 1974 e são uma presença marcante nas congadas desde então.

## A Tradição do Doce
A distribuição de doces é uma tradição na Festa de São Benedito em Aparecida. Milhares de fiéis formam filas para receber os doces abençoados por um padre. Os doces eram feitos nas casas dos amigos dos festeiros, por doceiras e doceiros, em grandes tachos, sobre fogo de lenha. Como o consumo foi aumentando, já a partir de 1978, passou-se a adquirir doces industrializados, em potes, para dar conta de tanta procura. É um momento muito especial da festa e muitos devotos acreditam que os doces têm poderes curativos.
São distribuídos cerca de 10 mil quilos de doces abençoados. Os sabores dos doces variam de ano para ano, mas alguns exemplos incluem doce de mamão, abóbora, batata e banana.

## Os preparativos
Os preparativos se iniciaram no momento em que o Rei e a Rainha foram coroados na Festa do ano anterior e escolheram a Comissão Organizadora com várias equipes de trabalho cada qual com uma tarefa a cumprir.
Todos envolvidos na festa, buscam através de campanhas e promoções beneficentes, angariar recursos financeiros para custear as despesas com as atividades programadas e cultivadas há mais de um século, imprescindíveis para que os valores religiosos, culturais e folclóricos não se percam no tempo.